# Eridano (mitologia)
L'Eridano (AFI: /eˈridano/; in greco antico: Ἠριδανός?, Hēridanós) era un fiume della mitologia greca, e il nome di dèi dei fiumi (Potamoi). Fetonte vi precipitò morendo.
Nell'antichità fu spesso identificato con fiumi reali: secondo molti scrittori tra cui Procopio di Cesarea coincideva col Po; Eschilo lo identificò col Rodano; altri come Ecateo lo localizzavano nel Nordeuropa.
Virgilio cita l'Eridano come uno dei fiumi degli Inferi (Eneide, VI, 659).